# Ка дел Коста (Болоња)
Ка дел Коста је насеље у Италији у округу Болоња, региону Емилија-Ромања.
Према процени из 2011. у насељу је живело 110 становника. Насеље се налази на надморској висини од 802 м.